# Ноћ демона (роман)
Ноћ демона (енгл. The Painted Man за британско, енгл. The Warded Man за америчко тржиште) је роман епске фантастике америчког писца Питера В. Брета. Објављен је 2008. у Уједињеном Краљевству, а у Србији 2011. у издању Лагуне. У питању је прва књига у серијалу под називом Демонски циклус. Преведена је на немачки, јапански, пољски, чешки, француски, шпански, дански, португалски, српски и естонски језик.
Радња је смештена у измишљени свет, у земљу по имену Теза, око 300. године п.п. (после повратка). Главни протагонисти су Арлен, Лиша и Роџер.

## Радња
Роман прати три јунака од детињства до зрелости. Они су становници света у коме се сваке ноћи демони уздижу из утробе земље како би се хранили људима. Постоји много различитих врста демона, од којих је сваки повезан са одређеним елементом (ватрени, камени, шумски, пешчани...). Демони су различите величине – камени су највећи (и до 3-4 метра), док су нпр. ватрени величине пса. У зависности од врсте, разликују им се и моћи.
Стални напади демона вратили су људску цивилизацију у мрачно доба и довели је на ивицу егзистенције. Једина одбрана су давно изгубљени симболи заштите (магичне руне), који се могу исцртати, насликати или урезати, чиме се стварају заштитне баријере око људских насеља кроз које демони не могу да прођу. Симболи се морају одржавати на одговарајући начин, иначе њихове чини почињу да слабе. Човечанство још увек није успело да пронађе давно заборављене нападачке симболе који су коришћени у Првом демонском рату, када су демони, како се мислило, трајно протерани у утробу земље.

## Главни ликови

### Арлен
Арлен је представљен након напада утробника у Тибетовом Поточету (његовом родном месту), када је од стране демона страдало 27 становника. Овакви пробоји су доста чести, и дешавају се због неодговарајућих или погрешно постављених симбола. Арлен увиђа да се људи помоћу заштитних чини само крију од утробника, а да се и не труде да им се супротставе. Током напада који угрожава његову породицу, он превазилази страх од сукоба и покушава да се бори с демонима, мада не с превеликим успехом. Огорчен кукавичлуком оца, који није покушао да спаси његову мајку од ватреног демона, Арлен доноси одлуку да напусти свој дом и постане гласник - путујући ратник-номад који одржава трговинске и комуникацијске везе између села. Током сазревања постаје одлучан да усаврши своје вештине и преокрене ток рата с утробницима. У другој половини приче Арлен открива изгубљене нападачке симболе у рушевинама Аноха Сунца. Након издаје од стране пустињског народа Кразије (чији вођа узима древно Каџијево копље од Арлена), одлучује да тетовира симболе с копља по себи, постајући тиме "Исцртани човек".

### Лиша
Лиша је тринаестогодишња девојчица која живи с безобзирном мајком и угњетаваним оцем. Након клевете од стране вереника, по селу се шире гласине које јој наизглед уништавају шансе за угледан брак и показују праву природу многих њених пријатеља и лицемерје сељана. Лиша касније постаје траварка и брине се о болеснима.

### Роџер
Роџер се први пут појављује као дете; једини члан породице који преживљава напад утробника. Њега од тог напада спасава, и након тога и усваја, жонглер (врста забављача који путују с гласницима по селима). Роџер у нападу остаје без два прста, што ограничава његову способност да жонглира, али ни најмање га не омета у свирању омиљеног инструмента, виолине. Постаје толико добар у свирању да успева да опчини утробнике својом музиком.